# Billy Brown (attore)
Billy Brown (Inglewood, 30 ottobre 1970) è un attore statunitense.

## Biografia
Nato e cresciuto a Inglewood, recita soprattutto in televisione in serie come Dexter, Hostages e Le Regole del delitto perfetto.

## Filmografia

### Cinema
- Geronimo (Geronimo: An American Legend), regia di Walter Hill (1993)
- Dreamrider, regia di Steve Grass (1993)
- L'amore è un trucco (The Beautician and the Beast), regia di Ken Kwapis (1997)
- Il Mondo Perduto - Jurassic Park (The Lost World: Jurassic Park), regia di Steven Spielberg (1997)
- Cacciatori di zombi (House of the Dead 2), regia di Michael Hurst (2005)
- Cloverfield, regia di Matt Reeves (2008)
- La terrazza sul lago (Lakeview Terrace), regia di Neil LaBute (2008)
- Corsa a Witch Mountain (Race to Witch Mountain), regia di Andy Fickman (2009)
- Star Trek, regia di J. J. Abrams (2009)
- Proud Mary, regia di Babak Najafi (2018)

### Televisione
- CSI: NY - serie televisiva (2004, 2010)
- NCIS - Unità anticrimine (NCIS) - serie televisiva (2004)
- Cold Case - Delitti irrisolti (Cold Case) - serie televisiva (2005)
- Criminal Minds - serie televisiva (2006)
- Dirt - serie televisiva  (2007–2008)
- Southland (2009)
- Californication - serie televisiva (2009)
- Lights Out - serie televisiva (2011)
- Law & Order - Unità vittime speciali (Law & Order: Special Victims Unit) - serie televisiva (2012)
- Dexter - serie televisiva (2011–2012)
- The Following - serie televisiva (2013)
- Sons of Anarchy - serie televisiva (2012–2014)
- Hostages - serie televisiva (2013-2014)
- Legends - serie televisiva (2014-2015)
- Le regole del delitto perfetto - serie televisiva (2014–2020)

### Doppiatore
- Jet Set Radio - videogioco (2000), DJ Professor K
- Ginger - serie animata (2000-2003), Mr. Patterson, ragazzo delle consegne
- Jet Set Radio Future - videogioco (2002), DJ Professor K
- Superman: The Man of Steel - videogioco (2002), Steel/John Henry Irons
- La famiglia della giungla - film animato (2002), rinoceronte
- Everybody's Golf - videogioco (2003), Z, T-Bone
- Star Wars: Knights of the Old Republic II: The Sith Lords - videogioco (2004), Zez-Kai Ell
- The Matrix: Path of Neo - videogioco (2005), Doberman
- Command & Conquer 3: Tiberium Wars - videogioco (2007), Annunciatore Nod
- Star Wars: Il potere della Forza - videogioco (2008), Chop'aa Notimo
- Adventure Time - serie animata (2010-2018), Re Vampiro
- Transformers: Prime - serie animata (2010-2013), Cliffjumper (ep. 2x17)
- Sonic & All-Stars Racing Transformed - videogioco (2012), DJ Professor K
- Suicide Squad - Un inferno da scontare - film animato (2018), Ben Turner/Bronze Tiger
- SEGA Heroes - videogioco (2018), DJ Professor K
- Adventure Time: Fionna e Cake - serie animata (2023-....), Re Vampiro

## Doppiatori italiani
Nelle versioni in italiano delle opere in cui ha recitato, Billy Brown è stato doppiato da:
- Roberto Draghetti in The Following, Sons of Anarchy, Hostages
- Davide Marzi in CSI: NY
- Franco Mannella in Cold Case - Delitti irrisolti
- Massimo Bitossi in Dexter
- Fabio Boccanera ne Le regole del delitto perfetto
- Riccardo Scarafoni in Proud Mary